# Стенли (Айдахо)
Вижте пояснителната страница за други значения на Стенли.
Стенли (на английски: Stanley) е град в окръг Къстър, щата Айдахо, САЩ. Стенли е с население от 100 жители (2000) и обща площ от 1,6 km². Намира се на 1906 m надморска височина. ЗИП кодът му е 83278, а телефонният му код е 208.